# Five Points Gang
Pour les articles homonymes, voir Five Points.

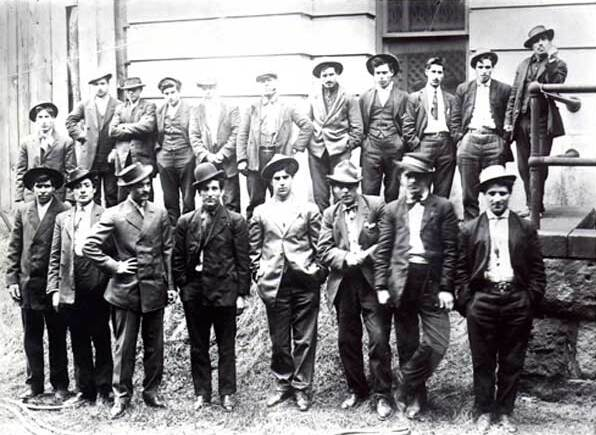
Membres du Five Points Gang de New York

Le Five Points Gang était une organisation criminelle du XIXe siècle basée sur le  Sixth Ward dans le Lower East Side à New York.
Composé en grande majorité d'Italiens fraîchement immigrés, le gang fut créé dans les années 1890 par Antonini Vaccareli, dit Paul Kelly. Il eut dans ses rangs Frankie Yale, Johnny Torrio, Al Capone et Charles "Lucky" Luciano.